# Rawschana Bachramowna Kurkowa

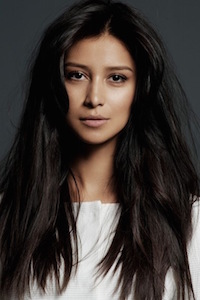
Rawschana Bachramowna Kurkowa (2015)

Rawschana Bachramowna Kurkowa (usbekisch: Ravshana Bahramovna Kurkova; russisch Равшана Бахрамовна Куркова, wiss. Transliteration Ravshana Bachramovna Kurkova; * 22. August 1980 in Taschkent, UsSSR, Sowjetunion als Ravshana Bahramovna Matchanova) ist eine russisch-usbekische Theater- und Filmschauspielerin. Sie sammelte als Kinderdarstellerin erste schauspielerische Erfahrungen.

## Leben
Kurkowa wurde am 22. August 1980 in Taschkent, im heutigen Usbekistan als Tochter des usbekischen Schauspielers Bachram Matchanow und der Schauspielerin, Produzentin und Regisseurin Rano Kubajewa (* 1961) geboren. Ab der achten Klasse ließen ihre Eltern sie am Unterricht einer Außenstelle der Universität London teilnehmen, wo alle Fächer auf Englisch unterrichtet wurden, damit sie eben diese Sprache fließend beherrscht. Ende der 1990er Jahre zog Kurkowa nach Moskau, wo sie in die philologische Fakultät der Pädagogischen Staatlichen Universität Moskau eintrat. Nach dem Abitur arbeitete sie im Fernsehen als Redakteurin einer Talkshow und als Assistentin des Regisseurs. Sie hörte die Vorlesungen im Rahmen der High Courses für Drehbuchautoren und Filmregisseure und studierte Schauspielkunst an der Mikhail Shchepkin Higher Theatre School.
Von 2004 bis 2008 war sie mit dem russischen Schauspieler Artjom Walerjewitsch Tkatschenko in zweiter Ehe verheiratet. Zuvor war sie mit dem Fotografen Semyon Kurkow verheiratet, der ihren Nachnamen annahm. Die Ehe scheiterte auch aufgrund einer Fehlgeburt im fünften Monat.

## Karriere
Aufgrund der Beziehungen ihrer Eltern fand auch sie den Weg ins Schauspiel. Sie debütierte 1992 als Kinderdarstellerin in dem Film The Mystery of Ferns. Sechs Jahre später war sie in dem Spielfilm Happy Birthday! zu sehen. In den nächsten Jahren konnte sich Kurkowa als Schauspielerin für Fernseh- und Filmproduktionen etablieren. Sie erhielt 2018 eine Nebenrolle in der britischen Filmproduktion Nurejew – The White Crow. 2019 war sie in Rebellion der Magier in der Rolle der Stella zu sehen.
Kurkowa ist zudem als Theaterschauspielerin tätig.

## Filmografie (Auswahl)
- 1992: The Mystery of Ferns (Tayna paporotnikov/Тайна папоротников)
- 1998: Happy Birthday! (S dnyom rozhdeniya!/С днем рождения!)
- 2007: Three Girls (3 Girls/Три девушки)
- 2007: Dead Daughters (Myortvye docheri/Мёртвые дочери)
- 2009: The Temptation of St. Tony (Püha Tõnu kiusamine)
- 2010: Love in the Big City 2 (Lyubov v bolshom gorode 2/Любовь в большом городе 2)
- 2012: Moms (Mamy/Мамы)
- 2013: Sex Competition (Chto tvoryat muzhchiny!/Что творят мужчины!)
- 2015: Hardcore (Hardcore Henry)
- 2015: About Love (Pro lyubov/Про любовь)
- 2017: Play with Time (Kurzfilm)
- 2018: Nurejew – The White Crow (The White Crow)
- 2019: Rebellion der Magier (Abigail/Эбигейл)
- 2019: The Brave – Allein gegen das Syndikat (Lazarat/Последний бросок)
- 2019: Balkan Line
- 2021: Chernobyl: Abyss (Chernobyl/Чернобыль)